# Ghulam
Ghulam (Hindi: ग़ुलाम, Urdu: غلام) é um filme indiano de 1998, realizado por Vikram Bhatt e contracenado por Rani Mukerji e Aamir Khan.